# Optivus agrammus
Optivus agrammus är en fiskart som beskrevs av Martin F. Gomon 2004. Optivus agrammus ingår i släktet Optivus och familjen Trachichthyidae. Inga underarter finns listade i Catalogue of Life.